# Nimona
Nimona é um filme britânico-estadunidense de animação digital do gênero aventura de fantasia baseado na webcomic de mesmo nome de ND Stevenson. Dirigido por Nick Bruno e Troy Quane a partir de um roteiro de Robert L. Baird e Lloyd Taylor, com uma história de Baird, Taylor, Pamela Ribon, Marc Haimes, Bruno, Quane, e Keith Bunin, é estrelado por Chloë Grace Moretz e Riz Ahmed.
O filme estava sendo produzido pela Blue Sky Studios, uma antiga subsidiária da 20th Century Studios, e seria dirigido por Patrick Osborne, com a data de lançamento inicial de 2020. A 20th Century Fox foi comprada pela The Walt Disney Company, após o que fez o filme ser adiado várias vezes e cancelado quando a Disney fechou a Blue Sky.
Em 11 de abril de 2022, foi anunciado que a Netflix e a Annapurna Pictures reviveram o projeto.

## Sinopse
Um cavaleiro é acusado de um crime que não cometeu e a única pessoa que pode ajudá-lo a provar sua inocência é Nimona, uma adolescente que muda de forma que também pode ser um monstro que ele jurou matar.

## Elenco
- Chloë Grace Moretz como Nimona, uma metamorfo que insiste em ser a ajudante de Ballister Blackheart.[3]
- Riz Ahmed como Ballister Blackheart, um ex-cavaleiro da Instituição, mas foi expulso quando perdeu um braço em uma justa com Ambrosius Goldenloin.[3]
- Eugene Lee Yang como Ambrosius Goldenloin, o cavaleiro campeão da Instituição.[3]
- Frances Conroy como A Diretora
- Lorraine Toussaint como Rainha Valerin
- Beck Bennett como Sir Thoddeus Sureblade
- RuPaul como Nate Knight
- Indya Moore como Alamzapam Davis
- Julio Torres como Diego, o Escudeiro
- Sarah Sherman como Coriander Cadaverish

## Produção

### Desenvolvimento
Em junho de 2015, a 20th Century Fox Animation adquiriu os direitos para uma adaptação cinematográfica de Nimona, uma webcomic de ND Stevenson. Patrick Osborne dirigiria o filme e Marc Haimes escreveria o roteiro.
O filme seria produzido pela ex-subsidiária da Fox, a Blue Sky Studios, ao lado da Vertigo Entertainment. Em junho de 2017, a 20th Century Fox programou Nimona para ser lançado em 14 de fevereiro de 2020 nos Estados Unidos.

### Aquisição pela Disney e atrasos
Em março de 2019, a Disney concluiu a sua aquisição pela Fox e, em maio de 2019, o filme foi adiado para 5 de março de 2021. Em novembro de 2019, o filme foi adiado novamente para 14 de janeiro de 2022. Até 2020, havia rumores de que o filme seria lançado em 2022. Stevenson afirmou em junho de 2020 que o filme ainda estava acontecendo, dizendo o mesmo em um podcast de agosto. No mesmo mês, o Den of Geek informou que o filme de animação ainda estava programado para ser lançado em 2022, mas não deu mais detalhes, com o Deadline relatando o mesmo em outubro.

### Cancelamento e consequências
Em 9 de fevereiro de 2021, a Disney anunciou que estava fechando a Blue Sky Studios e que a produção do filme foi cancelada.
Após o anúncio, Stevenson disse que era um "dia triste" e que desejava o melhor para todos que trabalhavam na Blue Sky Studios, enquanto Osborne disse que estava "verdadeiramente com o coração partido" com o estúdio estava fechando suas portas. O comentarista de webcomics, Gary Tyrrell criticou a decisão, dizendo: "[Disney] poderia ter permitido um tipo muito diferente de jovem heroína... Lamento por aqueles que teriam encontrado uma visão de si mesmos em uma versão animada". Funcionários anônimos da Blue Sky entrevistados pelo Business Insider lamentaram o cancelamento do filme, chamando-o de "comovente", argumentando que o filme "não se parecia com nada mais no mundo animado" e dizendo que acreditavam que "nunca seria concluído e lançado". Se tivesse sido feito, teria sido o primeiro filme da Blue Sky com representação LGBT, já que alguns funcionários confirmaram ao BuzzFeed News que o filme tinha uma cena de "Eu te amo" entre Blackheart e Goldenloin.
Fontes disseram à CBR que o filme estava "75% completo". Um funcionário afirmou que antes de ser cancelado, o filme estava "no caminho" para ser concluído em outubro de 2021. Um ex-animador da Blue Sky, Rick Fournier, afirmou que o estúdio estava "muito, muito perto" de terminar o filme, mas que "descobriram que simplesmente não era factível".
Em março de 2021, foi relatado que Chloë Grace Moretz e Riz Ahmed estavam dublando Nimona e Blackheart, respectivamente, e que o filme estava sendo vendido para outros estúdios para ser concluído. Em junho de 2021, Mey Rude, escritora de Out, disse que ainda tinha "esperança de que este filme encontre seu caminho de volta à vida de alguma forma".
Em março de 2022, em meio à controvérsia do envolvimento da Disney no projeto de lei "Don't Say Gay" da Flórida e a falta de críticas do CEO Bob Chapek até depois que o projeto foi aprovado, três ex-funcionários da Blue Sky afirmaram que o filme recebeu críticas da liderança da Disney, centrado em torno de temas LGBT do filme e um beijo do mesmo sexo.

### Revivamento
Em 11 de abril de 2022, foi anunciado que a Annapurna Pictures havia adquirido Nimona no início do ano e o lançaria na Netflix em 2023. O elenco de voz também foi mantido. Nick Bruno e Troy Quane foram anunciados como diretores do filme, tendo dirigido anteriormente o último filme da Blue Sky, Um Espião Animal (2019), tendo trabalhado no filme desde março de 2020. Muito do que a Blue Sky fez permaneceu intacto, já que a Netflix e Annapurna não começaram do zero. Além disso, Goldenloin foi alterado para ser asiático. O trabalho na animação terminou em 1º de outubro de 2022.
Em dezembro de 2022, descobriu-se que o filme serviria como o primeiro lançamento da nova divisão da Annapurna, Annapurna Animation.
Em março de 2023, Aidan Sugano, designer de produção do filme, disse à Animation Magazine que estava "agradecido" por fazer parte do projeto e o descreveu como tendo elementos de "ficção científica, fantasia medieval, cavaleiros, lasers, monstros, dragões, iluminação dramática, [e]... estilo". Em 24 de abril de 2023, Frances Conroy, Lorraine Toussaint, Beck Bennett, RuPaul Charles, Indya Moore, Julio Torres e Sarah Sherman foram anunciados como parte do elenco.

### Animação
O filme foi definido para ser o primeiro uso do Conduit por quem trabalhava na Blue Sky Studios, um sistema que permite aos artistas "encontrar, rastrear, versionar e controlar a qualidade de seu trabalho".
A DNEG Animation foi anunciada como animadora do resto do filme.

## Música
Em maio de 2023, foi confirmado que Christophe Beck havia composto a trilha sonora do filme.

## Lançamento
Nimona foi originalmente programado para ser lançado nos cinemas em 14 de fevereiro de 2020 pela Walt Disney Studios Motion Pictures por meio da 20th Century Studios, mas foi adiado várias vezes, primeiro para 5 de março de 2021, e depois para 14 de janeiro de 2022. O filme foi retirado da programação de lançamento da Disney e cancelado após o fechamento da Blue Sky Studios em 10 de abril de 2021. Foi revivido pela Annapurna Pictures com distribuição da Netflix, e seu lançamento foi agendado para o verão de 2023. O filme estreou no Festival de Cinema de Animação de Annecy em 14 de junho de 2023. A obra recebeu exibições antecipadas em cinemas selecionados em 23 e 24 de junho, e foi lançado digitalmente na Netflix em 30 de junho.
Devido a uma das cenas no terceiro ato no filme, a Netflix inseriu após os créditos uma menção Linha Direta Nacional de Prevenção ao Suicídio.

## Recepção
No site agregador de resenhas Rotten Tomatoes, 95% das 91 resenhas dos críticos são positivas, com uma classificação média de 7,9/10. O consenso do site diz: "Aproveitando uma rica veia emocional com sua esplêndida animação e alegoria cuidadosa, Nimona é uma aventura animada profundamente adorável." O Metacritic, que usa uma média ponderada , atribuiu ao filme uma pontuação de 75 em 100, com base em 17 críticos, indicando críticas "geralmente favoráveis".
Revendo o filme após sua estreia em Annecy para a Variety, Peter Debruge chamou Nimona de "uma diversão tão subversiva", elogiando a personagem "descolada e impulsiva" de Nimona, a animação "fora da caixa", temas LGBTQ+ e performances vocais - particularmente a de Moretz, que ele descreveu como uma "deliciosa sensação de anarquia". Ben Travis, do Empire, comparou o filme a Shrek (2001) em suas "subversões satíricas da fórmula do conto de fadas" e escreveu: "Ao mesmo tempo entusiasticamente irreverente e profundamente sincero, Nimona é um conto de fadas revisionista que abre seu próprio caminho visual e narrativamente para belo efeito". No The Hollywood Reporter, Frank Scheck chamou-o de "uma delícia consistente" e elogiou o roteiro, direção, animação, trilha sonora e performances principais.
Na Screen International, Wendy Ide chamou-o de "pacote elegante e agradável" com "alguns pontos de venda distintos que devem diferenciá-lo" e opinou: "Quer entendam ou não o subtexto do filme, o público mais jovem sem dúvida apreciará a exuberante travessura e humor que Moretz traz para sua performance vocal - bem como o alegre desrespeito de Nimona pela autoridade e seu apetite por destruição". Peter Bradshaw, do The Guardian, deu ao filme uma pontuação de 3 de 5 estrelas e concluiu: "Nimona é um entretenimento agradável e envolvente que atravessa o caos criado por ele mesmo até algumas lições de vida humanas". A crítica da Associated Press, Lindsay Bahr, chamou-o de "aventura de fantasia com energia riot grrrl" e elogiou a animação, trilha sonora e performances principais.

### Prêmios e indicações
| Premiação                                            | Data de cerimônia      | Categoria                | Recipiente(s)      | Resultado | Ref.   |
| ---------------------------------------------------- | ---------------------- | ------------------------ | ------------------ | --------- | ------ |
| Washington D.C. Area Film Critics Association Awards | 10 de dezembro de 2023 | Melhor filme de animação | Nimona             | Indicado  | [ 57 ] |
| Astra Film Awards                                    | 6 de janeiro de 2024   | Melhor filme de animação | Nimona             | Pendente  | [ 58 ] |
| Critics' Choice Movie Awards                         | 14 de janeiro de 2024  | Melhor filme de animação | Nimona             | Pendente  | [ 59 ] |
| Indiana Film Journalists Association                 | 18 de dezembro de 2023 | Melhor filme de animação | Nimona             | Pendente  | [ 60 ] |
| Indiana Film Journalists Association                 | 18 de dezembro de 2023 | Melhor performance vocal | Chloë Grace Moretz | Pendente  | [ 60 ] |
| Michigan Movie Critics Guild Awards                  | 4 de dezembro de 2023  | Melhor filme de animação | Nimona             | Indicado  | [ 61 ] |
| Utah Film Critics Association                        | 6 de janeiro de 2024   | Melhor filme de animação | Nimona             | Pendente  | [ 62 ] |
| San Diego Film Critics Society                       |                        | Melhor filme de animação | Nimona             | Pendente  | [ 63 ] |